# Kabuto Borg
Jinzo Konchu Kabuto Borg VxV (人造昆虫カブトボーグ V×V, Artificial insect KABUTO BORG Victory by Victory, traduzido como, "Inseto Artificial Kabuto Borg Vitória por Vitória") é um anime nipo-coreano criado em 2006 pela empresa Takara Tomy com o roteiro de Akatsuki Yamatoya, Kento Shimoyama, Yoshio Urasawa, Katsuhiko Chiba e Katsuyuki Sumizawa e dirigido por Hiroshi Ishiodori. Os desenhos dos personagens foram feitos por Yasuyuki Noda e Kil Sun Chang e o planejamento feito por Jai Boem Lim. A animação foi produzida pelos estúdios G&G Entertainment, G&G Direction, Studio Comet e Nihon Ad Systems com torno de 52 episódios. O anime foi ao ar no Japão nos canais BS Japan Corporation e Animax dia 5 de outubro de 2006 e terminou dia 11 de outubro de 2007.
Em Portugal esta série estreou na SIC K dia 1 de fevereiro de 2014 na dobragem original com legendas em português.

## Enredo
As batalhas entre Kabuto Borg tornaram-se popular entre o mundo inteiro, onde criaram vários torneios mundiais. E usando o "Borg Battle", o herói Ryusei está disposto a lutar junto com seus amigos Ken e Katsuji contra os inimigos formidáveis que aparecerão em cada luta.

## Seiyūs
- Katsuji Matsuoka - Kanako Mitsuhashi
- Ken Ryuushou - Kei Watanabe
- Ryuusei Amanogawa - Kyouko Chikiri
- Big Bang - Takashi Matsuyama
- Lloyd Andou - Takeshi Maeda